# アントニウス・ボードウィン

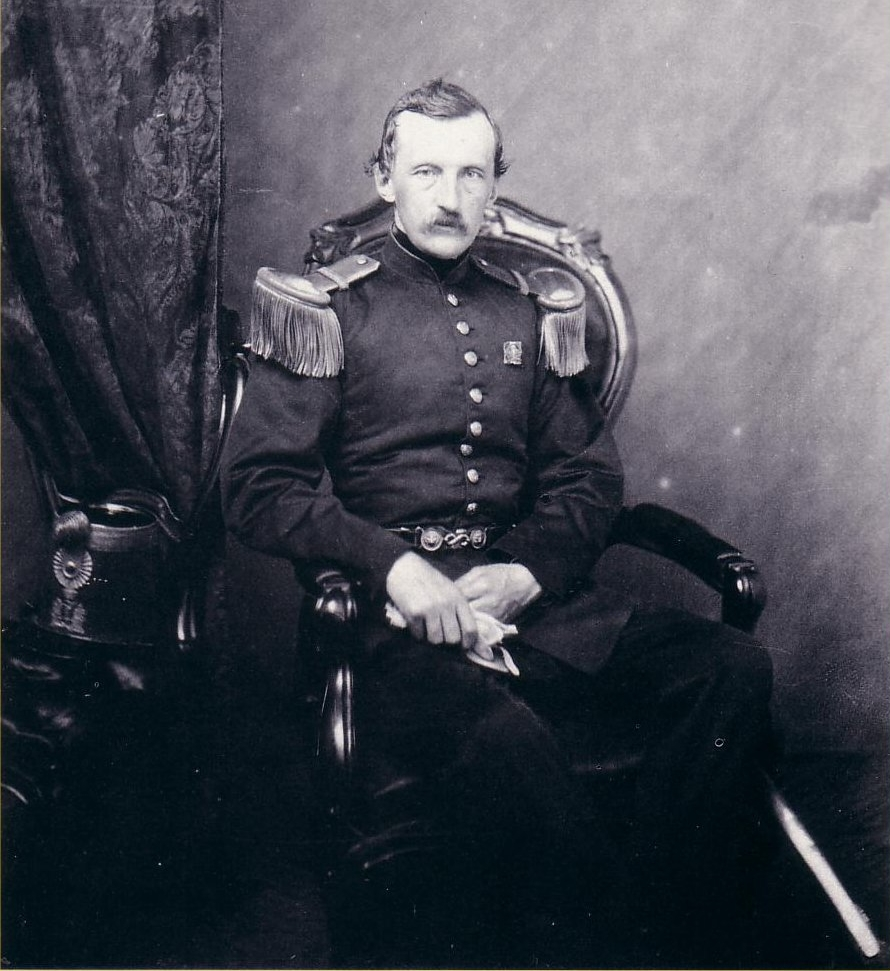
アントニウス・ボードウィン

アントニウス・フランシスクス・ボードウィン（Anthonius Franciscus Bauduin、1820年6月20日 - 1885年6月7日）は、オランダ出身の軍医。父はフランシスクス・ドミニクス・アンドレアス・ボードウィン、母はマリア・ヤコバ・マション。弟に駐日オランダ領事を務めたアルベルトゥス・ヨハネス・ボードウィン（アルベルト・ボードイン）がいる。

## 生涯

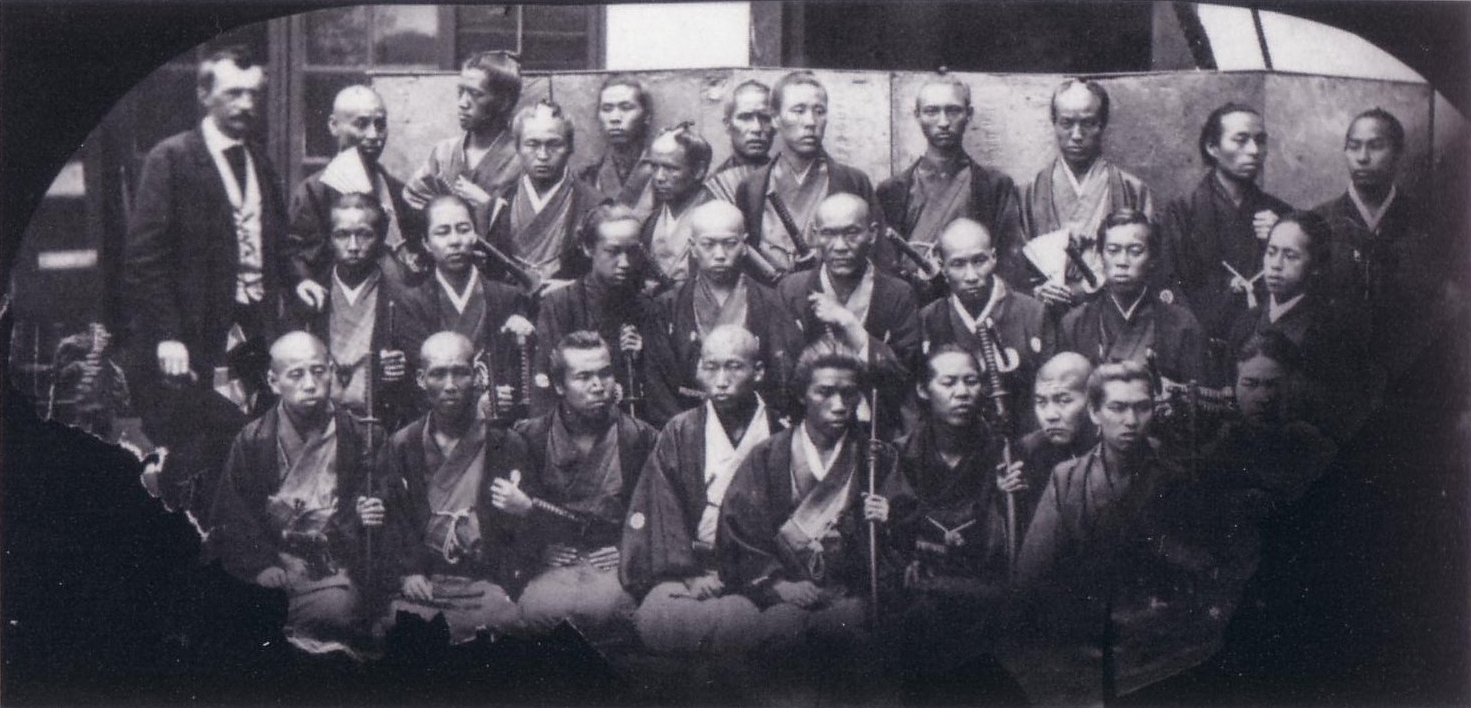
1864年のボードウィンと医学生

1820年にドルトレヒトにフランス系の家庭に生まれる。
ユトレヒト陸軍軍医学校とユトレヒト大学医学部で医学を学び、卒業後はオランダ陸軍に入隊し、1845年からはユトレヒト陸軍軍医学校で教官を務める。
1862年（文久2年）、先に日本の出島に滞在していた弟の働きかけにより、江戸幕府の招きを受けて来日。ポンペの後任として長崎養生所の教頭となる。その間、江戸、大阪、長崎で蘭医学を広め、また養生所の基礎科学教育の充実に努める。そして幕府に医学・理学学校の建設を呼びかけ、その準備のために1866年（慶応2年）に教頭を離任し、緒方惟準ら留学生を伴って帰国したが、この話は大政奉還で白紙に戻った為、1867年（慶応3年）に再来日し、新政府に同内容の呼びかけを行う。1870年より大阪府仮学校、大阪陸軍病院や、大学東校で教鞭をとり帰国。1873年、オランダ陸軍軍医に復職。1884年に退役し、ハーグで1885年に病没した。
1880年（明治13年）、勲四等。

## 活動
養生所、医学校教頭としてオランダ医学の普及に努めたほか、本国からクーンラート・ハラタマを招聘するなどして物理学や化学の日本の教育制度の充実を図った。また、上野に病院を立てる計画が持ち上がったときに、上野の自然が失われることを危惧して一帯を公園として指定することを提言した（現在の上野恩賜公園）。上野公園に業績を顕彰する銅像「ボードワン博士像」がある。
特に眼科に優れており、日本に初めて検眼鏡を導入した。なお、アントニウスが日本に持ってきた健胃剤の処方が日本人に伝播され、独自の改良を経たものとして太田胃散と守田宝丹（守田治兵衛商店）がある。いずれもその後品質改良や薬価改定などによって形状・成分の変更などが行なわれたが現在に至るまで市販されている。
アマチュアの写真家でもあり、多くの写真を残している。

## ボードインコレクション
アントニウス・ボードインは、オランダ通商会社の代理人として先に出島に滞在していた弟のアルベルト・ボードイン（1829 - 1890）と協力して、風景や人物を撮影するとともに、フェリーチェ・ベアトを中心に職業写真家が撮影した写真も収集した。彼らが撮影および収集した日本の写真は、美しい装幀が施されたアルバムに収められ、オランダに持ち帰られた。それから約140年後の2007年、その主要部分（アルバム4冊等）が、ボードインの子孫から長崎大学に譲渡され、ボードインコレクションとして長崎大学附属図書館に収蔵されている。

### 関連文献
- 中西啓『長崎のオランダ医たち』岩波書店〈岩波新書942〉、1975年。
  - 中西啓『長崎のオランダ医たち』岩波書店〈岩波新書の江戸時代〉、1993年。

- A.ボードウァン 著、フォス美弥子 訳『オランダ領事の幕末維新 : 長崎出島からの手紙』新人物往来社、1987年。